# Пост 4 км (зупинний пункт, Лозівський район)
Пост 4 км — пасажирський зупинний пункт Харківської дирекції Південної залізниці на електрифікованій лінії Слов'янськ — Лозова між станціями Близнюки (13 км) та Лозова (4 км). Розташований в селі Слобожанське Лозівського району Харківської області.
З початку 2016 року на платформі Пост 4 км приміські електропоїзди не зупиняються.
Є передатним - одразу на схід від платформи пролягає межа між Придніпровською та Донецькою залізницями.